# آیلاما
آیلاما یا آهلاما (به گرجی: აილამა یا აჰლამა) یک قله در گرجستان است که در ناحیه سوانتی قرار گرفته‌است و بخشی از رشته‌کوه قفقاز، واقع در مرز میان ناحیه سامگرلو-زمو سوانتی در گرجستان و کاباردینو-بالکاریا در روسیه در منبع رودخانه کرولداشی است. دامنه‌های پایینی پوشیده‌شده از چمنزارهای آلپی و زیر آلپی است، در حالی که دامنه‌های بالایی دارای مناظر یخبندانی هستند. یک اردوگاه کوهنوردی به نام آیلاما در دامنه جنوبی کوه نیز وجود دارد.